# 日本福音ルーテル市川教会会堂
日本福音ルーテル市川教会会堂（にほんふくいんルーテルいちかわきょうかいかいどう）は、千葉県市川市にある木造教会堂。1955年（昭和30年）に建てられたウィリアム・メレル・ヴォーリズ晩年の作品のひとつ。2011年（平成23年）10月から2012年（平成24年）10月にかけて保存修理工事が行われた。
切妻の瓦型鉄板葺屋根をもつ単廊式の南北棟の礼拝堂と、東面南に建つ4階建鐘楼からなり、白い外壁、正面と鐘楼上部に丸窓、身廊側面に半円アーチ窓を開ける。2008年10月23日、日本の登録有形文化財（建造物）に登録された。